# Maliattha euryzona
Maliattha euryzona là một loài bướm đêm trong họ Noctuidae.